# Cornelius Pinus
Cornelius Pinus (I wiek n.e.) – rzymski malarz żyjący w czasach Wespazjana (69–79 n.e.).
Wraz z Attiusem Priskusem ozdobił malowidłami wnętrze rzymskiej świątyni Honoru i Męstwa. Przypuszcza się, że obydwaj należeli do modnego wówczas „neoklasycznego” nurtu malarstwa rzymskiego.